# Blaband
Blabənd è un comune dell'Azerbaigian situato nel distretto di Lerik. Conta una popolazione di 766 abitanti.